# متعدد أكناف تصالبي
| A 2-dimensional cross-polytope                       | A 3-dimensional cross-polytope            |
| المربع في الفضاء ثنائي الأبعاد                       | ثماني الوجوه في الفضاء ثلاثي الأبعاد      |
| A 4-dimensional cross-polytope                       | A 5-dimensional cross-polytope            |
| ست عشري الخلايا [الإنجليزية] في الفضاء رباعي الأبعاد | المجمع القائمي خماسي الأبعاد [الإنجليزية] |

في الهندسة، متعدد الأكناف التصالبي (بالإنجليزية: Cross-polytope, Staurotope)‏ أو ثماني الوجوه الفائق (بالإنجليزية: Hyperoctahedron)‏ أو المُجمَّع القائمي (بالإنجليزية: Orthoplex)‏ أو مقابل المكعب (بالإنجليزية: Cocube)‏ هو متعدد أكناف منتظم [الإنجليزية] ومحدب [الإنجليزية] يوجد في فضاء إقليدي ذي n بعد. متعدد الأكناف التصالبي ثنائي الأبعاد هو مربع، ومتعدد الأكناف التصالبي ثلاثي الأبعاد هو ثماني الوجوه المنتظم، ومتعدد الأكناف التصالبي رباعي الأبعاد هو سِتَّ عَشْريّ الخلايا [الإنجليزية]. أكنافها مُبسَّطاتٍ من البعد السابق، في حين أن شكل رأس متعدد الأكناف التصالبي هو متعدد وجوه تصالبي آخر من البعد السابق.
يمكن اختيار رؤوس متعدد الأكناف التصالبي باعتبارها متجهات وحدة تشير على طول كل محور إحداثي، أي جميع التباديل لـ (±1, 0, 0, ..., 0). متعدد الأكناف التصالبي هو الغلاف المحدب لرؤوسه. يمكن أيضًا تعريف متعدد الوجوه التصالبي ذو الأبعاد n على أنه الكرة المُصْمَتَة الوحدوية [الإنجليزية] المغلقة (أو، وفقًا لبعض المؤلفين، حدودها) في نظيم ℓ1 [الإنجليزية] على Rn:
في البعد الوحيد يكون متعدد الوجوه التصالبي ببساطة قطعةً مستقيمةً [−1, +1]، أما في البعدين فهو مربع (أو معين) ذو رؤوس {(±1, 0)، (0, ±1)}. في ثلاثي الأبعاد، هو ثماني وجوه — أحد متعددات الوجوه المنتظمة المحدبة الخمسة المعروفة باسم المجسمات الأفلاطونية. يمكن تعميم هذا على أبعاد أعلى من خلال إنشاء مُجمَّع قائمي نوني (n) الأبعاد على شكل هرم ثنائي مع قاعدة ذات شكل مجمع قائمي ذي البعد (n −1).
متعدد الوجوه التصالبي هو متعدد الأكناف الثِّنْويّ للمكعب الفائق. الهيكل [الإنجليزية] الأحادي الأبعاد لمتعدد الأكناف التصالبي ذو n أبعاد هو بيان توران [الإنجليزية] T(2n, n) (يُعرف أيضًا باسم «بيان حفلة كوكتيل»).